# Balduin Schilling
Balduin Schilling (11 de março de 1868 – 15 de dezembro de 1929) foi um arquitecto alemão. O seu trabalho fez parte do evento de arquitetura do concurso de arte nos Jogos Olímpicos de Verão de 1928.